# Gonbadlarān
Gonbadlarān (persiska: گنبدلران) är en ort i Iran.   Den ligger i provinsen Khuzestan, i den centrala delen av landet, 500 km söder om huvudstaden Teheran. Gonbadlarān ligger 459 meter över havet och antalet invånare är 444.
Terrängen runt Gonbadlarān är varierad, och sluttar västerut.Runt Gonbadlarān är det ganska tätbefolkat, med 58 invånare per kvadratkilometer. Närmaste större samhälle är Patak-e Beygdelī, 4,4 km öster om Gonbadlarān. Trakten runt Gonbadlarān är ofruktbar med lite eller ingen växtlighet.